# Kabupaten de Tulungagung

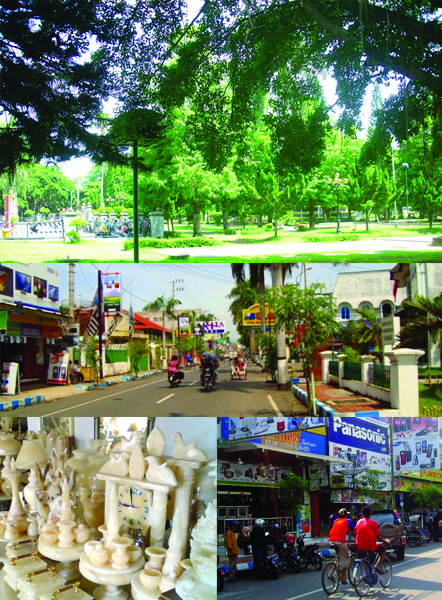

Le kabupaten de Tulungagung, en indonésien Kabupaten Tulungagung, est un kabupaten d'Indonésie situé dans la province de Java oriental.

## Géographie
Le kabupaten de Tulungagung est limitrophe :
- Au nord, du kabupaten de Nganjuk,
- À l'est, de ceux de Kediri et Blitar,
- Au sud, de l'océan Indien et
- À l'ouest, du kabupaten de Trenggalek.

## Histoire
L'inscription de Lawadan, qui porte une date en ère Saka équivalent au 18 novembre 1205, proclame la reconnaissance de Kertajaya, dernier roi de Daha (Kediri) envers le thani (chef de village) de Lawadan au sud de Tulungagung, qui a su montrer sa fidélité lors d'une attaque venue de l'est.

## Archéologie
On trouve, au sud de la ville de Tulungagung, quelques sites proches les uns des autres.
- Temple de Boyolangu ou de Gayatri : des plaques mentionnent les dates de 1369 et 1389 apr. J.-C. pour la construction de ce sanctuaire bouddhique. On y trouve les soubassements de deux temples en brique, ainsi que quelques statues dont une Prajnaparamita (déesse de la Parfaite Sagesse) sans tête. Le monument était consacré à Gayatri, une des quatre épouses de Kertanagara, le dernier souverain du royaume de Singasari et grand-mère du roi Hayam Wuruk de Majapahit (règne 1350-89).
- Temple de Sanggrahan ou Cungkup : à 15 km au sud de Tulungagung, sur la route de la plage de Popoh, on trouve les vestiges d'un temple en pierres posé sur une terrasse en brique dont le pourtour présente des panneaux gravés de scènes animalières.
- Le Candi Dadi est probablement un monument bouddhique.
- Grotte de Selomangleng : sur les parois de cette grotte, également située dans le village de Sanggrahan, on peut voir des scènes tirées du poème Arjunawiwaha.
- Grotte de Pasir : les murs de cette grottes étaient également décorées de scènes de l'Arjunawiwaha, mais sont recouvertes de graffiti. Près du chemin d'accès, on trouve quelques sculptures, dont un grand dvarapala (statue de gardien).
- Temple de Gambar ou Mirigambar : situé à environ 10 km de Tulungagung, ce monument en briques possède de nombreuses décorations (gambar veut dire "image" en javanais. On y a trouvé deux pierres comportant les dates de l'ère Saka de 1310 (1388 de notre ère) et 1321 (1399), et une plaque de cuivre émise par le roi Wikramawardana de Majapahit (règne 1389-1427). On y trouve aussi deux dvarapala. Le temple présente plusieurs images extraites de tantri (fables) et représentant des animaux.
- Le temple d'Ampel, ou Ngampel, se trouve au sud de Kalidawir, à environ 20 km de Mirigambar. Il n'en  reste plus qu'un tas de briques. On a trouvé à proximité deux inscriptions datant de 1407 apr. J.-C., une yoni et deux dvarapala.

## Culture ettourisme

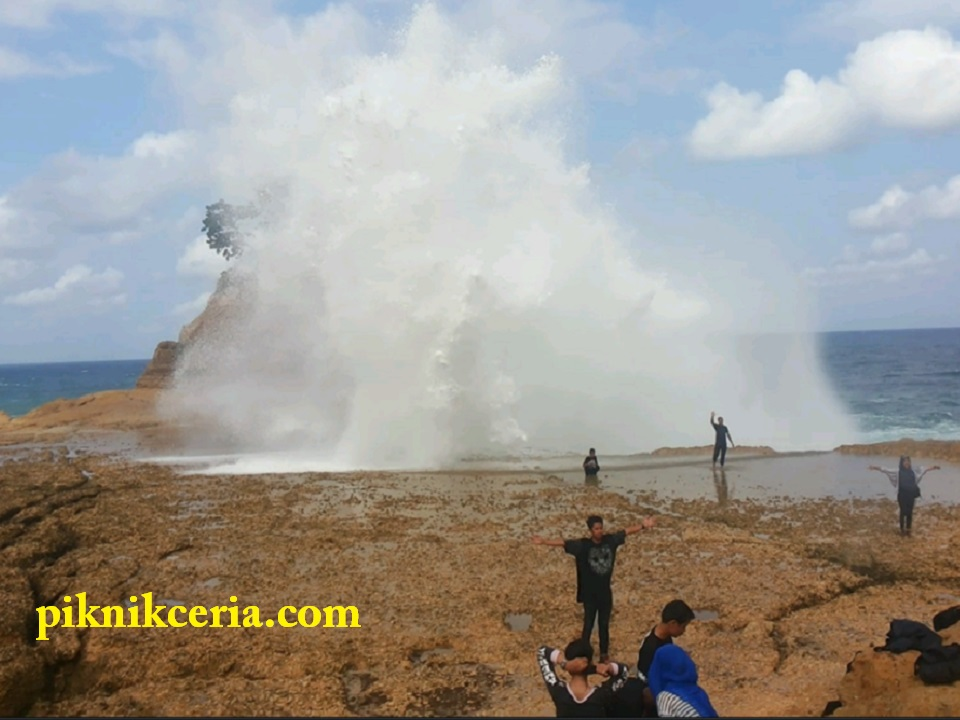
La plage de Patuk Gebang

A environ 28 km de Tulungagung se trouve la plage de Popoh.
Durant le mois javanais de Suro (c'est-à-dire le mois musulman de Muharram) se tient la cérémonie du Labuh Semboyo, dans laquelle les pêcheurs jettent des offrandes dans l'océan Indien.

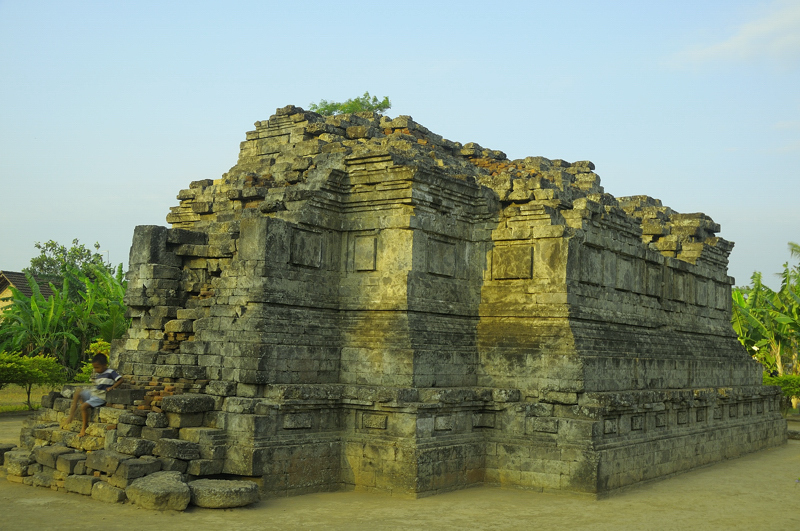
Le temple de Sanggrahan
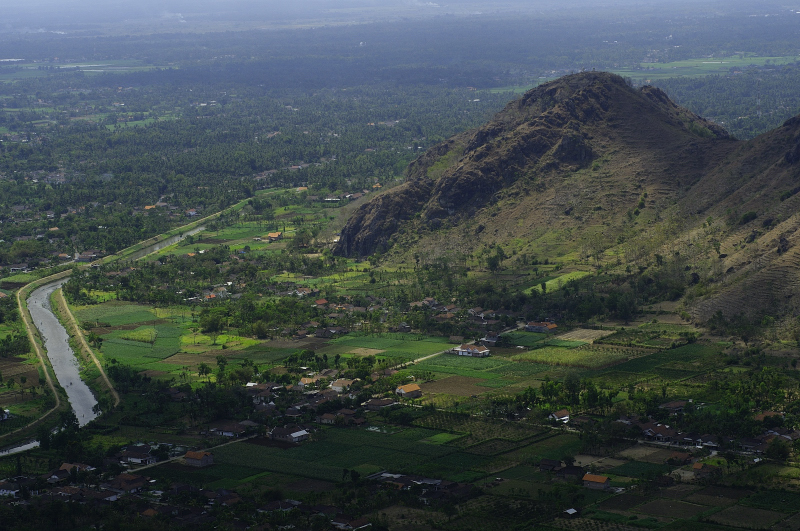
Le village de Sanggrahan, district de Boyolangu
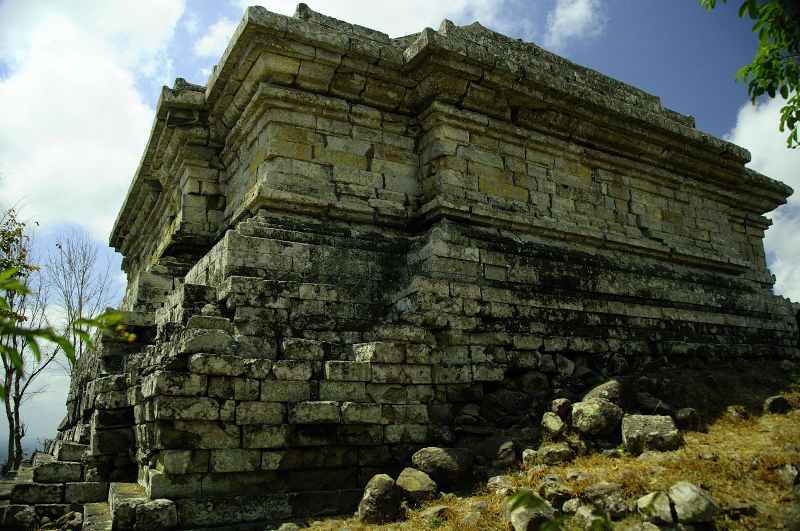
Le Candi Dadi
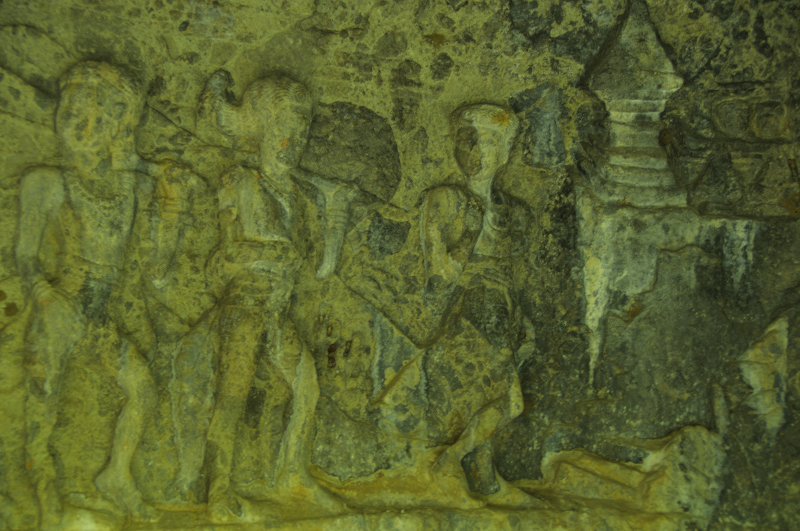
Bas-relief dans la grotte de Selomangleng
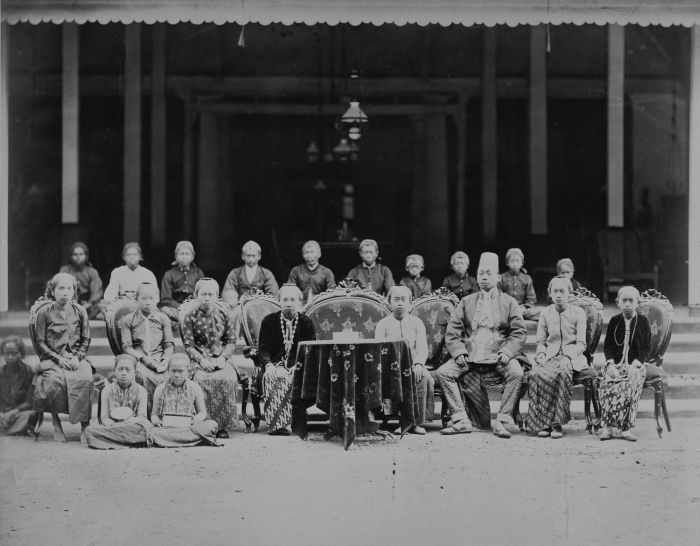
Le regent de Tulungagung et sa suite (vers 1900)
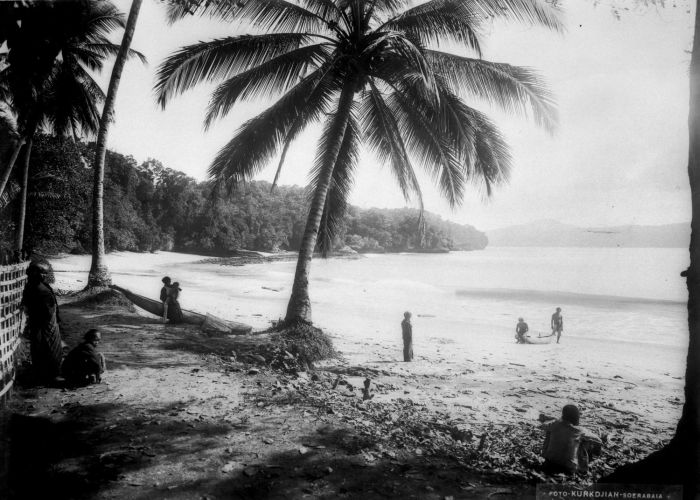
La plage de Popoh vers 1900
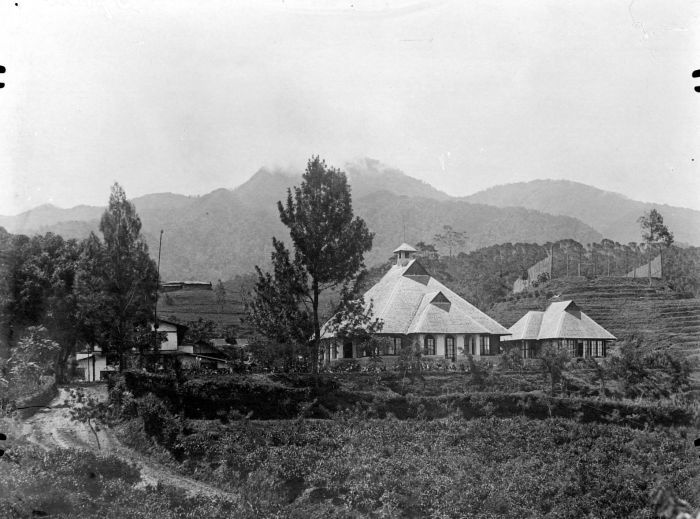
Plantation de thé à Penampean (1938)

## Personnalités
- Soejono (1886-1943), homme politique néerlandais

## Source
- Site de M. Rojo